# Zhang Shan
Zhang Shan (xinès simplificat: 张山, xinès tradicional: 張山, pinyin: Zhāng Shān; Nanchong, Sichuan, República Popular de la Xina, 23 de març de 1968) és una esportista xinesa especialitzada en tir olímpic i campiona olímpica als Jocs Olímpics de Barcelona de 1992.

## Carrera
Zhang Shan va nàixer en la ciutat de Nanchong, al sud-oest de la Xina. Amb tan sols setze anys va començar la pràctica de tir olímpic i el 1989 va entrar a l'equip nacional. Va guanyar la medalla d'or en la prova de skeet dels Jocs Olímpics d'Estiu de 1992 i va establir un nou rècord olímpic. Este esdeveniment va ser mixt, obert a homes i dones. Zhang Shan era la única dona que va véncer un torneig com eixe, que va ésser mixt des de 1968 a 1992. L'abril de 1992, poc abans de la victòria de Zhang a Barcelona 92, el COI va decidir que les proves mixtes de tir serien suprimides, de manera que la xinesa va tindre vetada la participació en competicions en què hi participaven homes.
Després de guanyar l'or olímpic, Zhang es retirà de l'esport per centrar-se en els estudis universitaris. El 1997, el Comitè Olímpic Internacional reincorporà una altra volta les dones en les modalitats de skeet i fossa, però en proves segregades. Per açò Shan va tornar a competir i obtingué una plaça per a la competició femenina de tir dels Jocs Olímpics d'Estiu del 2000, celebrats a la ciutat australiana de Sydney. Malgrat tot, no arribà a classificar-se per a la final i va finalitzar en huité lloc, obtenint un diploma olímpic.
A més, Zhang Shan ha guanyat el Torneig Nacional xinés de 1993 i el Lonato World Shooting Championship el 2005.
Va guanyar una medalla d'or amb l'equip xinés en el Campionat Mundial de Tir Olímpic de 2007, celebrats a Nicòsia. Va participar també en el Campionat Mundial de Tir Olímpic de 2010, en Múnic, on va quedar en quinzé lloc. Els seus triomfs més recents inclouen una medalla de plata el 2017 als tretzens Jocs Nacionals Xinesos, a l'edat de 49 anys i 25 anys després de la seua medalla d'or olímpica.

## Resultats olímpics
| Esdeveniment        | 1992                   | 1996                  | 2000                |
| ------------------- | ---------------------- | --------------------- | ------------------- |
| Competició mixta    | Medalla d'or 150+50+23 | Modalitat anul·lada   | Modalitat anul·lada |
| Competició femenina | Modalitat no existent  | Modalitat no existent | 8a 69               |